# 平成生まれ
『平成生まれ』（へいせいうまれ）は、ハトポポコによる日本の漫画作品。「女子高生たちの日常会話を題材に、シュールな笑いを描き」とうたわれている4コマ漫画。舞台はほとんどが学校の教室で、登場人物達が関西弁でやりとりする会話劇が描かれる。
『平成生まれ』のタイトルで『まんがタイムきららキャラット』（芳文社）で計8回（2010年9月号から2011年1月号、および2011年3月号から2011年5月号）に渡るゲスト掲載ののち、2011年7月号から連載開始。2012年12月号に一旦終了したが、同誌2013年10月号から『平成生まれ2』のタイトルで連載が再開した。タイトルにナンバリングが付いたが、新キャラクターが登場した以外に内容や設定に大きな変化はない。2015年7月号で『2』は終了し、翌2015年8月号から2016年8月号にかけて『平成生まれ3』が連載された。

## 登場人物
佐藤
7月28日生まれ。八重歯が特徴の女子。積極的に周囲と関わろうとしたり笑わせようとするのだが、その度に周囲の反応はイマイチ。また、突拍子ない言動をとることも多い。調子に乗りやすく、四村によく絡んでいるが「うざい」と認識されている。三半規管が強く、回転しても目が回らない。授業態度はいい加減だが、意外と成績はいい。
四村ユリ
2月17日生まれ。よく佐藤に絡まれるちょっとクールでまともな女子。よく本を読んでおり、友達は多くないそうだが佐藤よりは多いらしい。ブラコンであるが、本人は否定している。佐藤を適当にあしらってはいるものの、一緒に遊びに行くなど、仲は良い。
中川
7月28日生まれ。小柄な女子で、年齢よりも子供っぽい描写が多く、周囲からも「カワイイ」とされることが多い女子。原田と仲がよく、大抵は一緒に登場する。原田の言葉にのせられて妙なことになることが多い。ピュアな性格で、佐藤に遊ばれることもある。ホラーは苦手。体重は35.3kg。
原田カオリ
1月14日生まれ。眼鏡をかけたやや謎めいた女子。独特な発言が多く、周囲を困惑させることも。円周率を少なくとも3520ケタ以上暗記しているなど、異様なまでに記憶力がよく、様々なことを知っている。当然成績もよく、二年生で一番頭がいいとされている。息を7分以上止めることができ、体温も自分の意思でコントロールでき、見ただけで他人の血圧が分かる、黒板に書く音だけで何を書いたか分かるなど、特異な能力が多い。上記のように記憶力がいいにも関わらず、弟の年齢を覚えていない、自分の下の名前を忘れる、など自分や家族に対してはアバウト。
藤井
10月11日生まれ。美人で、いつも周囲にキラキラとした描写がされる女子。美人ではあるが、天然なのかとぼけた言動が多く、「美しバカ」と称される。よく紙飛行機を折っているらしい。小テストでは100点中10点を取るなど、成績も良くない。
吉村
8月25日生まれ。藤井とセットでよく登場する女子。藤井の特異な言動を真に受けるなど、彼女も変わった感性をしている。藤井の「美しバカ」に対し、「無邪気バカ」と称される。
森口
メガネを掛けた、常時震えている女子。『平成生まれ2』より登場。マルシアと仲がよく、マルシアの言動に「〜かよ」とツッコむことが多い。眼鏡を外すと「なんも見えねぇ」ほどの近眼で、眼鏡キャラクターにありがちな「3」の字の目になる。
マルシア
ブラジル人の女子。『平成生まれ2』より森口とともに登場。よく森口に「〜したい!!」と言い、その結果森口を振り回すことが多い。また純粋なためなのか、森口が言った嘘を真に受けたり、森口に気づかれなかっただけで泣いている。
高木ユカ
3年生の4月から転校してきた女子で、『平成生まれ3』より登場。自己紹介で「趣味はカツアゲ」と言ったり学校に電子タバコを持ってきたりするなど不良のような言動が見られるが、可愛いものが好き。また、よく絡んでくる佐藤のことを鬱陶しがっている。

## 単行本
すべて芳文社から「まんがタイムKRコミックス」として刊行されている。
- ハトポポコ 『平成生まれ』 芳文社〈まんがタイムKRコミックス〉、全2巻
  - 第1巻：2012年1月10日発行（2011年12月26日発売[7]） ISBN 978-4-8322-4097-1
  - 第2巻：2012年12月12日発行（2012年11月27日発売[7]） ISBN 978-4-8322-4226-5
- 『平成生まれ2』全2巻
  - 第1巻：2014年7月12日発行（2014年6月27日発売[7]） ISBN 978-4-8322-4459-7
  - 第2巻：2015年8月11日発行（2015年7月27日発売[7]） ISBN 978-4-8322-4595-2
- 『平成生まれ3』
  - 2016年8月11日発行（2016年7月27日発売[7]） ISBN 978-4-8322-4729-1